# Salvetat-Peyralès (tổng)
Tổng Salvetat-Peyralès là một tổng thuộc tỉnh l'Aveyron trong vùng Occitanie.
Tổng này được tổ chức xung quanh La Salvetat-Peyralès ở quận Rodez. Độ cao khu vực này dao động từ 210 m (Lescure-Jaoul) đến 638 m (La Salvetat-Peyralès) với độ cao trung bình 535 m.

## Hành chính
| Giai đoạn | Ủy viên  | Đảng | Tư cách            |
| --------- | -------- | ---- | ------------------ |
| 2004      | André At | UMP  | Thị trưởng Crespin |

## Các đơn vị trực thuộc
Tổng Salvetat-Peyralès gồm 5 xã với dân số 1 891 người (điều tra dân số năm 1999, dân số không tính trùng)
| Xã                   | Dân số | Mã bưu chính | Mã insee |
| -------------------- | ------ | ------------ | -------- |
| Castelmary           | 114    | 12800        | 12060    |
| Crespin              | 273    | 12800        | 12085    |
| Lescure-Jaoul        | 268    | 12440        | 12128    |
| La Salvetat-Peyralès | 1 062  | 12440        | 12258    |
| Tayrac               | 174    | 12440        | 12278    |

## Biến động dân số
| 1962                                                     | 1968  | 1975  | 1982  | 1990  | 1999  |
| -------------------------------------------------------- | ----- | ----- | ----- | ----- | ----- |
| 2 750                                                    | 3 085 | 2 775 | 2 497 | 2 116 | 1 891 |
| Nombre retenu à partir de 1962 : dân số không tính trùng |       |       |       |       |       |